# Mere-exposure-effect
Het mere-exposure-effect is een psychologisch verschijnsel waarbij mensen de neiging hebben om een voorkeur of afkeer voor dingen te ontwikkelen, enkel omdat ze deze dingen kennen. In sociale psychologie wordt dit effect ook wel het bekendheidsprincipe genoemd. Het effect doet zich voor bij allerlei verschillende zaken, zoals woorden, Chinese karakters, schilderijen, afbeeldingen van gezichten, geometrische figuren en geluiden. Uit onderzoek naar interpersoonlijke aantrekkingskracht blijkt dat hoe vaker mensen een persoon zien, hoe aardiger en sympathieker ze die persoon vinden.